# Борщовка (Волынская область)
Борщовка (укр. Борщівка) — село в Голобской поселковой общине Ковельского района Волынской области Украины.
Код КОАТУУ — 0722188002. Население по переписи 2001 года составляло 181 человек, по данным 2024 года составляло 103 человека. Почтовый индекс — 45091. Телефонный код — 3352. Занимает площадь 0,473 км².

## История
В 1946 году указом ПВС УССР село Вулька-Порская переименовано в Борщовку.